# Diables i Tabalers de les Borges Blanques
Els Diables i Tabalers de les Borges Blanques és un grup de diables de Les Borges Blanques creats l'any 1988 per membres del Grup Recerca per tal de conservar la cultura popular dels Països Catalans. El 2017 van ser candidats al premi Olivera D'Or per «impulsar les Trobades de Gegants, potenciar la Festa de Sant Joan amb la recollida de la flama del Canigó i defensar a ultrança les tradicions catalanes».
Els «Diables» a les Borges Blanques, en la premsa històrica.
| «                                         | El 28 al rayar el alba, precisamente en la misma hora que los carlistas intentaron el asalto, volverá a dispararse otra salva de morteretes y se verificará un repique de campanas, recorriendo la población los bailes llamados “dels diables”, “enanos” y otros. | » |
| — Diario de Tarragona - 26 juliol de 1876 | |   |

| «                                       | Según nos escriben de Borjas de Urgel, en los días 28 y 29 de julio último han tenido lugar en aquella población unas espléndidas fiestas en conmemoración de las brillantes jornadas llevadas a cabo por el vecindario en iguales días del año anterior, rechazando el ataque de las huestes del oscurantismo capitaneadas por Castells. Los repiques de campanas, las salvas de morteretes, las músicas, las gaitas y tamboriles, los bailes de diablos y enanos, las funciones de iglesia a toda orquesta, las corridas llamadas de la cordera y sacos, y los juegos llamados de la tina, piedras y sortija, los bailes públicos y de convite, y las iluminaciones generales fueron en resumen los varios medios de solemnizar la fiesta. | » |
| — Las Circunstancias, 6 d'agost de 1876 | |   |